# India Hicks
India Amanda Caroline Hicks (født 5. september 1967 i London, England) er en britisk aristokrat, designer og tidligere fashion model. Fra 2015 driver hun livsstilvirksomheden India Hicks, Inc., der bl.a. sælger modetøj.

## I familie med kongehuset
Hun er tiptipoldedatter af dronning Victoria af Storbritannien, og hun er grandkusine til den britiske tronfølger Charles, prins af Wales. Hendes mor er kusine til prinsgemalen Prins Philip, hertug af Edinburgh.
India Hicks er guddatter til Charles, prins af Wales. Hun var brudepige for lady Diana Spencer ved dennes bryllup med prins Charles af Wales i 1981. 
India Hicks har en (teoretisk) arveret til den britiske trone. I arvefølgen er hun placeret lige efter sin ældre søsters børn og lige før prinsgemalen Prins Philip, hertug af Edinburgh. Da hun ikke er gift, har hendes fire børn ingen arveret til tronen.

## Forældre
India Hicks er det yngste barn og den yngste datter af Pamela Mountbatten Hicks (født 1929) og David Nightingale Hicks (1929–1998).

## Slægten Mountbatten af Burma
India Hicks tilhører Mountbatten af Burma-grenen af Huset Battenberg.
Hun er barnebarn (datterdatter) af krigshelten Louis Mountbatten, 1. jarl Mountbatten af Burma. Louis Mountbatten (1900–1979) var den sidste britiske vicekonge i Indien (februar–august 1947), og han var landets generalguvernør i august 1947–juni 1948.
Louis Mountbatten og nogle af hans familiemedlemmer blev myrdede af det provisoriske IRA, da de var på fisketur ud for  Sligo på Irlands vestkyst den 27. august 1979. 
Louis Mountbatten var oldesøn af dronning Victoria af Storbritannien, og han var morbror til prinsgemalen Prins Philip, hertug af Edinburgh. Louis Mountbatten var kendt som mentor for tronfølgeren Charles, prins af Wales, der er prins Philips's ældste søn.

## Familie
India Hicks lever sammen med David Flint Wood. Parret har fire børn:
- Felix Austen Flint Wood (født 1997 i Miami, Florida)
- Amory John Flint Wood (født 1999 i Miami, Florida)
- Conrad Lorenzo Flint Wood ( født 2003 i Miami, Florida)
- Domino Carmen Flint Wood ( født 2007 i Miami, Florida). Hun er guddatter til prinsesse af Danmark og titulær kronprinsesse Marie-Chantal af Grækenland.

India Hicks er vokset op i Oxfordshire, England, og der har familien et hus, men de bor på Bahamas i det meste af tiden.